# 小行星6914
小行星6914（6914 Becquerel）是一颗绕太阳运转的小行星，为主小行星带小行星。该小行星于1992年4月3日发现。

## 轨道参数
小行星6914的轨道半长轴为2.5779317 UA，离心率为0.241。